# Antonio Pau
Antonio Pau Pedrón (Torrijos, 1953) es un escritor y jurista español.

## Biografía
Nació en 1953 en la localidad toledana de Torrijos y pasó parte de su niñez en la ciudad de Tánger, donde su padre, médico de profesión, trabajaba. Se trasladó con su familia a Alemania y después a Madrid donde realizó el bachillerato en el Colegio Alemán.
Estudió Derecho y música en el Conservatorio Superior de Madrid, donde fue discípulo de Federico Sopeña. Realizó el doctorado en Derecho en la Universidad Autónoma de Madrid. Es registrador de la propiedad, notario y abogado del Estado. Desde el año 2015 es consejero de Estado y presidente de la Sección Primera, de Derecho Civil, de la Comisión General de Codificación.
Escritor y jurista. Recibió el Premio de Ensayo y Humanidades Ortega y Gasset en el año 1998. En 2011 obtuvo la Medalla Lichtenberg, de la Academia de Ciencias de Göttingen (Alemania), según el acta de concesión, “por sus traducciones y sus estudios de literatura alemana, con alto nivel filológico y con gran sensibilidad artística, y como mediador entre las culturas alemana y española”. Ha recibido la Encomienda de la Orden de Alfonso X el Sabio "por los méritos contraídos en el ámbito de la literatura". Por designación del ministro de Cultura ha sido miembro del jurado del premio Cervantes, destinado a distinguir la obra de un autor en lengua castellana. En 2012 fue candidato, junto a Miguel Sáenz, al sillón b de la Real Academia Española, apadrinado por Antonio Fernández Alba, Salvador Gutiérrez y Luis María Ansón, pero no resultó elegido.
En el año 2005 ingresó como académico de número en la Real Academia Matritense de Heráldica y Genealogía, con un discurso titulado Los retratos del infante Don Gabriel. En el año 2015 fue elegido académico correspondiente de la Real Academia de la Historia. En el año 2009 fue elegido académico correspondiente de la Real Academia de Bellas Artes de la Purísima Concepción de Valladolid, en el año 2010 de la Real Academia de Bellas Artes de Cádiz, en el año 2011 de la Real Academia de Bellas Artes y Ciencias Históricas de Toledo y en el año 2013 de la Real Academia Sevillana de Buenas Letras. 
Es director del Boletín del Ministerio de Justicia  y de los Cuadernos de Derecho Registral, y consejero del Anuario de Derecho Civil, la Revista de Derecho Privado, el Anuario de Derecho Concursal , la Revista Crítica de Derecho Inmobiliario y la Revista General de Derecho Animal y Estudios Interdisciplinares de Bienestar Animal. Fue director general de los Registros y del Notariado y decano-presidente del Colegio de Registradores de España.
Miembro de número de la Real Academia de Jurisprudencia y Legislación de España desde el año 2000; en 2016 fue elegido secretario general de la de la misma, y reelegido en 2022. Es presidente de las Secciones de Derecho de la Cultura, Derecho Registral y Derecho Premial. Como jurista ha recibido el premio Justicia y Discapacidad, concedido por el Consejo General del Poder Judicial (XII edición, 2019) "porque a lo largo de su dilatada carrera profesional ha mostrado su preocupación por la defensa de los derechos de las personas con discapacidad”, y el Premio Cermi, en la categoría Investigación social y científica, concedido por el Comité Español de Representantes de Personas con Discapacidad (2020).

## Obra
Ha publicado más de cincuenta libros, entre ellos: 
- Clarín, Ganivet, Azaña (1994)
- Toledo Grabado (1996)
- Rilke en Toledo (1997)
- Madrid en sus libros (1999)
- Juan Ramón Jiménez. El Poeta en el Jardín, con prólogo de Eduardo García de Enterría y epílogo-conversación con José Antonio Muñoz Rojas (2000)
- Julián Ayesta. El resplandor de la prosa (2001)
- Música y Poesía del tango, con prólogo de Ernesto Sabato (2001; edición francesa, Tango. Musique et Poesie, 2006; edición polaca, Tango: muzyka i poezja, 2011)
- La recopilación de artículos de prensa Fijar lo fugitivo (2003)
- Felisberto Hernández. El tejido del recuerdo (2005)
- Las ninfas de Madrid (2005)
- El libro de relatos breves y prosas poéticas Estas pavesas grises (2005; 2ª ed. 2017, con ilustraciones de Manuel Alcorlo))
- La Real Casa del Vidrio, con prólogo de Landelino Lavilla (2006)
- El poemario Desde el oscuro borde de la luz (2006)
- El relato para niños El arca y el arco, con dibujos del autor (1.ª ed. 2006; 2ª ed. 2015, Los Papeles del Sitio, Sevilla, 100 ejemplares numerados y firmados)
- Vida de Rainer Maria Rilke. La belleza y el espanto (1.ª ed. abril de 2007; 2ª ed. diciembre de 2007; 3ª ed. noviembre de 2012; 4ª ed. enero de 2020)
- La imagen de Madrid en los años centrales del siglo XVIII, con prólogo de José Muñoz Millanes (2008)
- Madrid en 1854, en colaboración con Luis Díez-Picazo (2008)
- Hölderlin. El rayo envuelto en canción (2008)
- Novalis. La nostalgia de lo invisible (2010; 2ª ed. 2019)
- Hilde Domin en la poesía española (2010)
- Rilke apátrida (2011)
- Las ninfas de Barcelona (2011)
- Thibaut y las raíces clásicas del Romanticismo (2012)
- Mendelssohn en quince entornos de cultura (2013)
- Historia de una amistad para ilustrar doce retratos de Hélène Ayesta (2014)
- La Real Academia de Jurisprudencia y Legislación y su colección fotográfica de retratos (2016)
- Matías o los otoñismos de un quietista (Los Papeles del Sitio, Sevilla 2016, 100 ejemplares numerados y firmados)
- Rilke y la música (2016)
- Tánger entonces (2017)
- Manual de Escapología. Teoría y práctica de la huida del mundo (1.ª ed. mayo de 2019; 2ª ed. junio de 2019; 3ª ed. octubre de 2019; 4ª ed. septiembre de 2020)
- Gatuperios, con una nota final de Álvaro Pombo y dos dibujos de Manuel Alcorlo (2020)
- Herejes (1.ª ed. septiembre de 2020; 2ª ed. noviembre de 2020)
- Azaña y Madrid (2021)
- Saludados (2022)

Traducciones del alemán:
- Rainer Maria Rilke. Cuarenta y nueve poemas (1.ª ed. 2008, 2ª ed. 2010, 3ª ed. 2014)
- Rainer Maria Rilke. Sonetos a Grete Gulbransson (2009)
- Friedrich Hölderlin. Cantos (2010)
- Novalis. Poemas tardíos (2011)
- Rainer Maria Rilke. La trilogía española (2017)
- Hilda Stern, poeta en tiempo aciago (Leer, n.º 298, 2021)

Traducción del ruso y el alemán:
- Rainer Maria Rilke. Rusia en verso y prosa (2009)

Traducción del alemán y el francés:
- Rainer Maria Rilke. Poemas en prosa. Dedicatorias (1.ª ed. 2009, 2.ª ed. 2010)

Ha preparado la edición de dos obras de Julián Ayesta:
1. Cuentos (2001)
2. Dibujos y Poemas (2003)

Es autor del epílogo a la novela de Julián Ayesta Helena o el mar del verano en las ediciones alemana -Helena oder das Meer des Sommers (2004)-, griega -Helena i i thalassa tou kalokairiu (2005)- y holandesa -Helena of de zee in de zomer (2006).
Ha publicado además una amplia obra jurídica (veinte libros y más de un centenar de artículos), especializada en derecho privado.